# شون فيرغسون
شون فيرغسون (بالإنجليزية: Shawn Ferguson)‏ (21 يناير 1991 بروك هيل في الولايات المتحدة - ) هو لاعب كرة قدم أمريكي في مركز الدفاع. لعب مع تشارلستون بيتري.

## وصلات خارجية
- شون فيرغسون على موقع قاعدة بيانات كرة القدم.إي يو (الإنجليزية)